# آیفون ۷
آیفون ۷ (به انگلیسی: IPhone 7) و آیفون ۷ پلاس (به انگلیسی: IPhone 7 Plus) تلفن‌های هوشمند طراحی شده توسط شرکت اپل می‌باشد. این دستگاه در ۷ سپتامبر ۲۰۱۶ در سالن مدنی بیل گراهام در سان فرانسیسکو توسط تیم کوک مدیرعامل اپل رونمایی شد. آیفون ۷ و آیفون ۷ پلاس به‌طور مشترک به عنوان دستگاه‌های پرچم دار سری آیفون و جانشینان آیفون ۶ اس و آیفون ۶ اس پلاس می‌باشند؛ که ۱۶ سپتامبر ۲۰۱۶ و با سفارش قبلی در تاریخ ۹ سپتامبر ۲۰۱۶ منتشر شدند.
آیفون ۷ ویژگی‌های قابل توجه‌ای در راستای ارتقاء سخت‌افزار، از جمله پردازنده چندهسته‌ای با سیستم روی یک تراشه همراه با سیستم بهبود عملکرد گرافیکی، صفحه نمایش به روز شده، مقاومت در برابر آب، بلندگوهای استریو، دوربین‌های به روز رسانی، و یک سیستم دو دوربین جدید منحصر به فرد برای مدل بزرگتر آیفون ۷ پلاس داراست. همچنین رابط تی‌آراس ۳٫۵ میلی‌متر هدفون حذف شده‌است همچنین این سری از ایفون با پردازنده کوالکام بیشتر با مشکل انتن دهی مواجه هست.

### مشکل بیس باند و سرچینگ، معمولاً روی آیفون های 7  خود به خود اتفاق میافتد.
البته این مشکل برای آنتن سایر گوشی های اپل هم ممکن است در اثر ضربه، نوسانات برق ، آبخوردگی و موارد مشابه دیگر اتفاق بیافتد و حتی بروز مشکل سرچینگ آیفون7 هم ممکن است دلیل دیگری به جز نقص کارخانه داشته باشد؛ اما در بیشتر موارد قطع آنتن ایفون در آیفون 7 به دلیل نقص فنی کارخانه میباشد و در بیشتر آی فون های 7 پیش می آید و قابل تعمیر در ایران نمی باشد و تنها راه حل آن ارسال گوشی ایفون شما به نزدیکترین اپل استور خدمات دهنده در کشورهای اطراف ایران، جهت تعویض کامل گوشی میباشد. مانند اپل استور دُبی ، اپل استور مالزی ، اپل استور انگلیس؛ سایر اپل استورهای اطراف ایران مانند اپل استور ترکیه ، اپل استور روسیه یا اپل استور چین معمولا به عموم کشورها خدمات کامل ارائه نمی نمایند و فقط به محصولات سفارش کشورهای خودشان خدمات دارند.
لازم به ذکر است اپل استور های مورد نظر فقط در صورتی خدمات و تعویض کالای معیوب را انجام می دهند که دستگاه معیوب مانند ایفون شما تا به حال تعمیر نشده باشد و توسط تعمیرکار دستکاری نشده باشد و همچنین مدت فراخوان و شرایط تعویض هنوز در دستور کار اپل استور فعال باشد.

نکته : برخی از تعمیرکاران ادعای تعمیر بیس باند و مدار آنتن ایفون 7 را دارند؛ لازم است بدانید فقط در مورد آیفون 7 با شماره مدل A1660 ،این یک ادعای کذب میباشد و البته تعمیر میشود، ولی پس از تعمیر اکثراً پس از مدت یک یا دوماه مجدداً گوشی آیفون 7 شما دچار همان عیب خواهد شد و تنها راه ارسال گوشی آیفون 7 شما به اپل استور میباشد. ولی در سایر گوشی های اپل حتی آیفون11 نیز این ایراد در خود ایران و نزد تعمیرکاران مجرب قابل تعمیر و ماندگار است. البته ممکن است گوشی پس از تعمیر به هر دلیل دیگر مانند آسیب های فیزکی دچار  مشکل آنتن بشود.

## مشخصات

### طراحی
| رنگ | نام        | جلو  | خطوط آنتن |
| --- | ---------- | ---- | --------- |
|     | سیاه       | سیاه | سیاه      |
|     | جت سیاه    | سیاه | سیاه      |
|     | نقره‌ای     | سفید | خاکستری   |
|     | طلایی      | سفید | سفید      |
|     | رز طلایی   | سفید | سفید      |
|     | پروداکت رد | سفید | قرمز      |

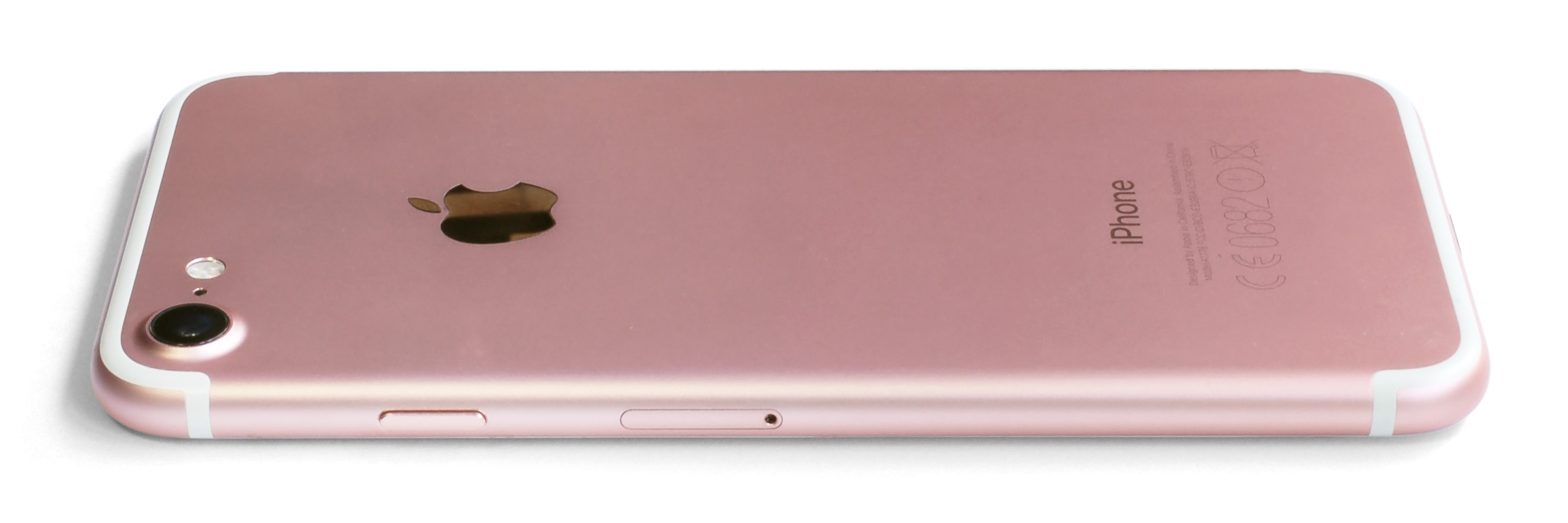
جزئیات پشت و اطراف آیفون ۷ در رنگ رز طلایی
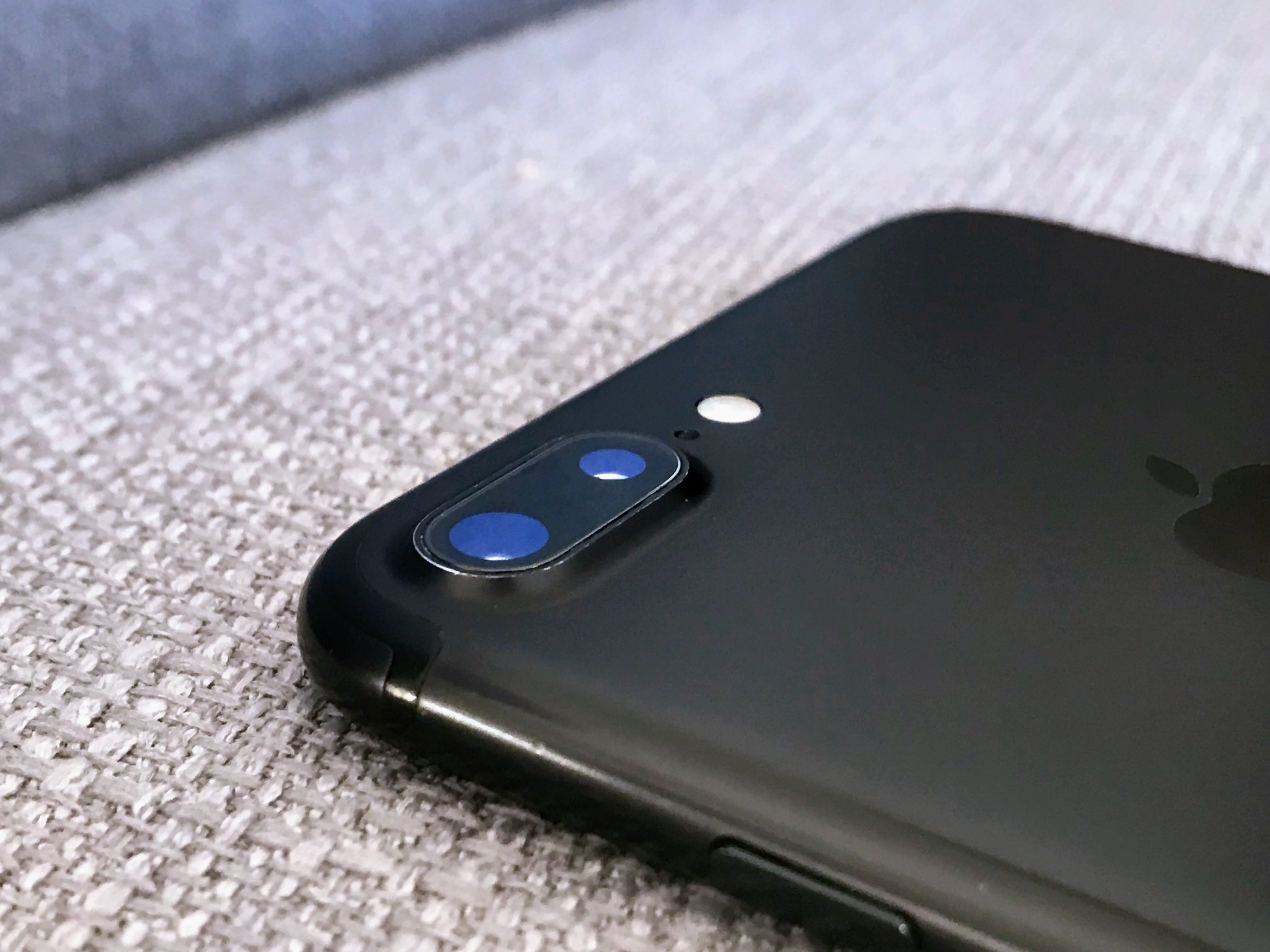
دوربین عقب دوگانه در پشت آیفون ۷ پلاس

رنگ جت بلک  قابلیت خش پذیری بالایی دارد و به همین عنوان از محبوبیت کمتری برخوردار هست
آیفون ۷ در طراحی به آیفون ۶اس مشابه است. در کنار رنگ نقره‌ای، طلایی و رز طلایی، دستگاه در رنگ «جت سیاه» و در اوایل ۲۰۱۷ در رنگ پروداکت رد نیز ارائه شده‌است. «جت سیاه» رنگی با سایه تیره‌تر و با سطح بسیار براق است که از طریق یک فرایند چند مرحله‌ای پدید می‌آید، با شروع یک فاز آنادایزینگ آلومینیوم به سطح آلومینیوم اکسید متخلخل، و سپس استفاده از یک دستگاه برای «پاک کردن» پوشش از طریق یک ترکیب پودری که توسط اکسید آلومینیوم جذب می‌شود. تمامی مراحل در کمتر از یک ساعت رخ می‌دهد.

#### دکمه خانه
آیفون ۷ دیگر از یک دکمه فیزیکی خانه استفاده نمی‌کند؛ به‌جای آن از یک دکمه لمسی بهره می‌برد. دکمه حساس به فشار «لمسی سه بعدی» نیز از ۶اس حفظ شده‌است.

#### حذف جک هدفون

مقایسه پورت آیفون ۶ و آیفون ۷ به ترتیب از بالا.

آیفون ۷ از جک هدفون ۳٫۵ میلی‌متر بهره نمی‌برد و آن توسط یک بلندگوی دوم جایگزین شده‌است.

### سخت‌افزار

#### چیپست
آیفون ۷ از سامانه روی یک تراشه اپل ای۱۰ فیوژن، که متشکل از دو هسته با قدرت کم و دو هسته با قدرت بالا است استفاده می‌کند. به مانند مدل‌های پیشین، آیفون ۷ در دو مدل و با دو ابعاد متفاوت عرضه شده‌است: یکی با یک صفحه نمایش ۴٫۷ اینچی و دیگری مدل «پلاس» با صفحه نمایش ۵٫۵ اینچی.

#### دوربین

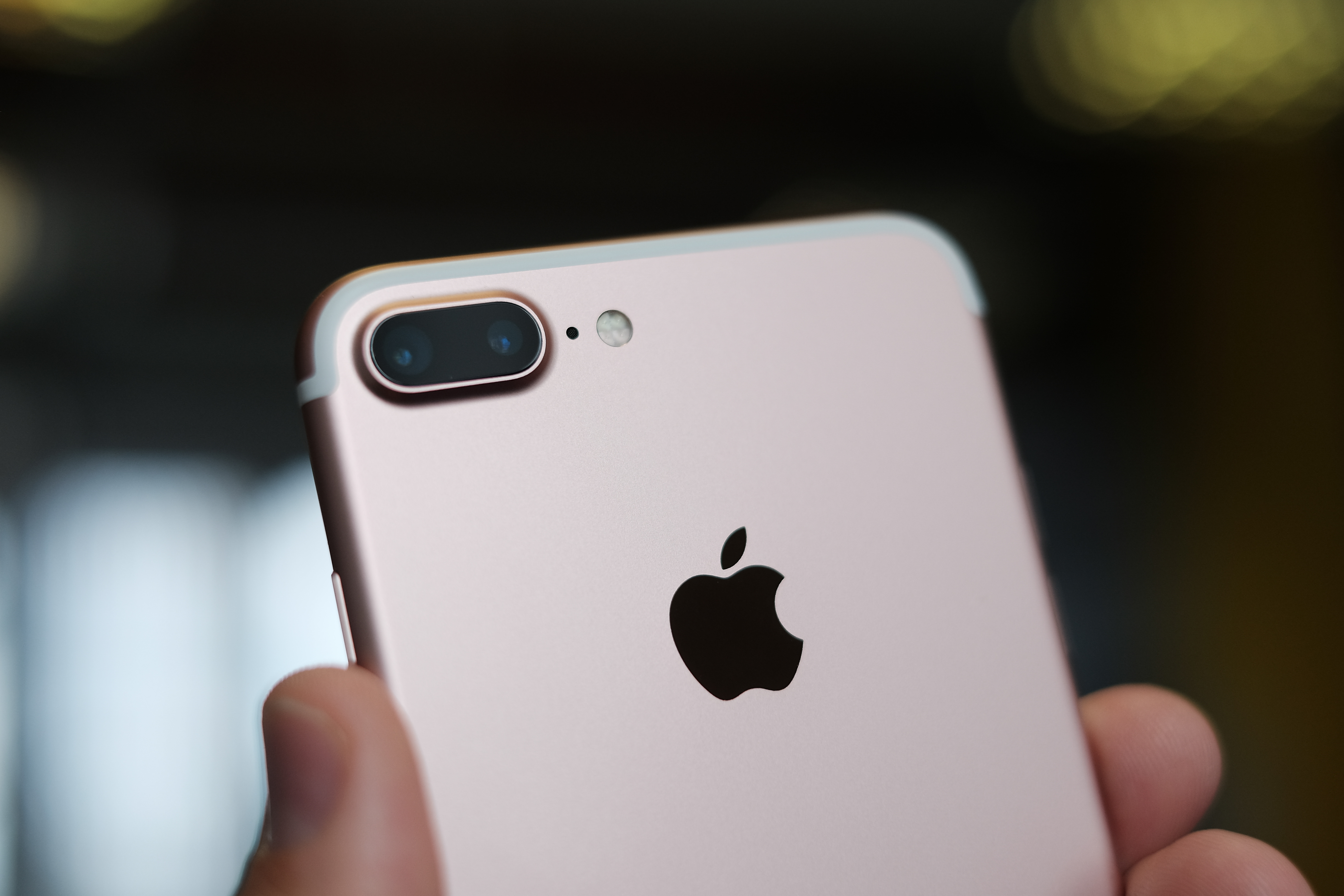
آیفون ۷ پلاس با دو لنز دوربین عقب
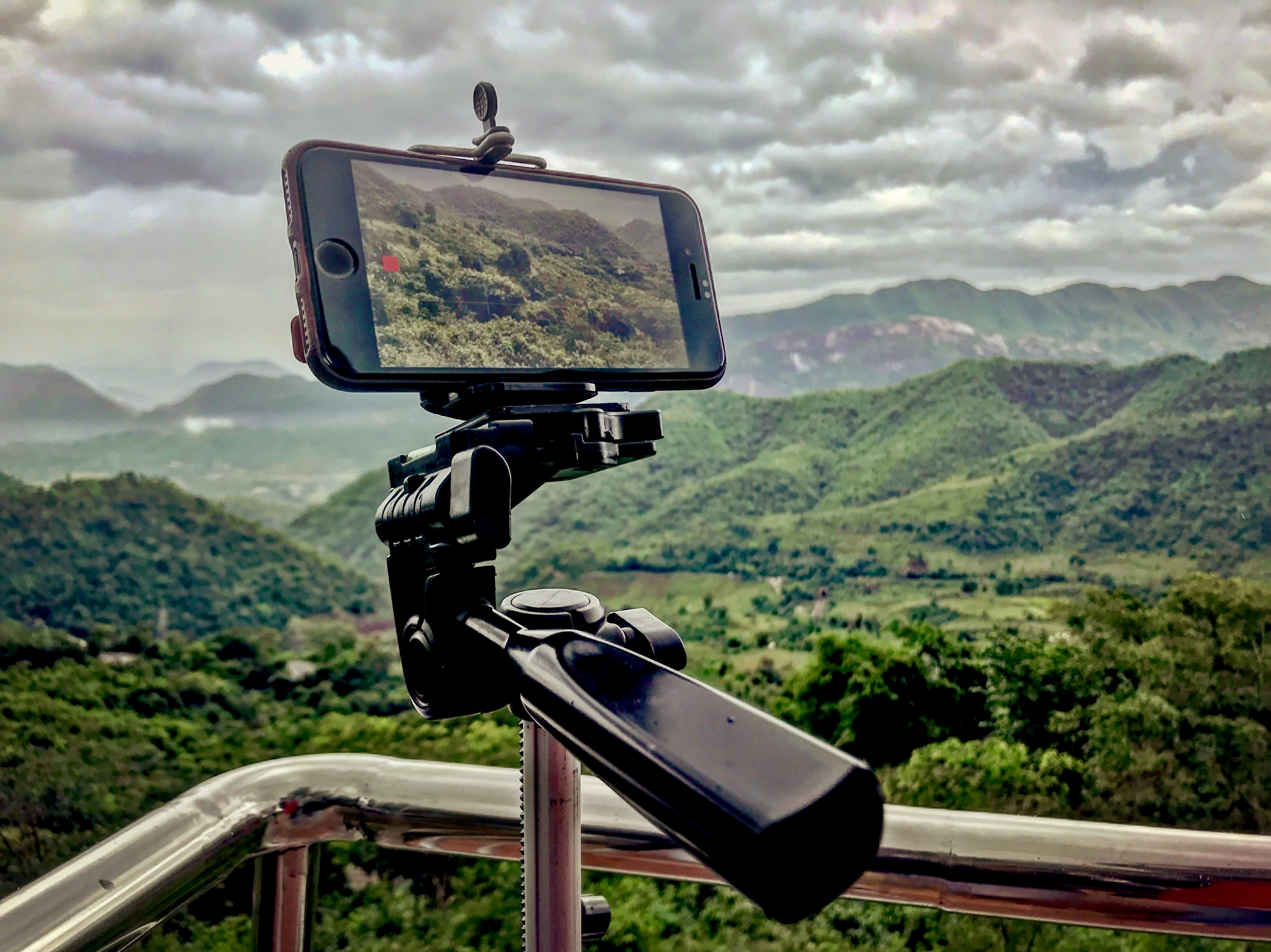
گرفتن عکس‌های تایم‌لپس با آیفون ۷

آیفون ۷ مجهز به یک دوربین ۱۲ مگاپیکسلی با فلش-چهار ال‌ای‌دی می‌باشد، دیافراگم آن به f / ۱٫۸ گسترده‌تر شده‌است. آیفون ۷ همچنین شامل یک ۱۲ مگاپیکسلی لنز تله فوتو دوم است، که می‌تواند برای رسیدن به زوم اپتیکال دو برابر، و تا ده برابر زوم دیجیتال مورد استفاده قرار گیرد. دوربین جلو نیز به یک سنسور ۷ مگاپیکسلی به روز رسانی شده‌است.

### نرم‌افزار
آیفون ۷ به‌طور پیش‌فرض مجهز به سیستم عامل آی‌اواس ۱۰ است.